# Хав'єр Солана
Франсіско Хав'єр Солана де Мадаріага (ісп. Francisco Javier Solana Madariaga; нар. 14 липня 1942, Мадрид) — іспанський політичний діяч, 9-й генеральний секретар НАТО (1995–1999).
З 18 жовтня 1999 року до 1 грудня 2009 року — Генеральний секретар Ради Європейського союзу і Верховний представник із загальної зовнішньої політики і політики безпеки. У липні 2004 року призначений на другий 5-річний термін.
З 25 листопада 1999 року до 1 грудня 2009 року — генеральний секретар Західноєвропейського союзу.
З 12 липня 2004 року до 1 грудня 2009 року — голова Європейського оборонного агентства (EDA).

## Біографія
Солана онучатий племінник Сальвадора де Мадаріага — шанований в Іспанії учений стояв біля витоків Ліги Націй, — був членом її Генерального секретаріату, а пізніше послом Іспанії в США і Франції.
Солана вступає до Мадридського університету Комплютенса на фізичний факультет. Але в 1963 році його тимчасово виключають з університету за опозицію франкістському режиму, він продовжує навчання у Великій Британії. Незабаром Солана отримує престижну стипендію фонду Фулбрайта і продовжує стажуватися і працювати в США, де по закінченню п'яти років захищає докторську дисертацію і здобуває ступінь доктора наук з фізики твердого тіла. Солана також автор більше 30-ти публікацій по науково-дослідній діяльності в цій області.
У 1964 року він приєднався до «оновленої» Іспанської соціалістичної робочої партії (ІСРП), і з 1977 року Солана п'ять разів підряд обирається депутатом національного парламенту. Після того, як уряд Іспанії очолив генсек ІСРП Феліпе Гонсалес, Солана з грудня 1982 року по липень 1988 року отримує портфель голови міністерства культури. Між липнем 1985 року і липнем 1988 року виконував обов'язки офіційного спікера уряду.
У липні 1988 року призначений на посаду міністра освіти і науки. Потім з липня 1992 року по грудень 1995 року очолював зовнішньополітичне відомство (МЗС) Іспанії (в Іспанії його називають міністром обіймів і усмішок).
2 грудня 1995 року, після одноголосного затвердження Північноатлантичною радою кандидатури Солани, він був призначений на посаду Генерального секретаря НАТО.
Хав'єр Солана володіє трьома мовами: іспанською (як рідною), англійською та французькою досконало. Одним з основних напрямів його діяльності як Генерального секретаря НАТО стало розширення альянсу за рахунок країн Центральної і Східної Європи.
З початком операції НАТО в Югославії «союзницьких сил» для Солани почався дуже важкий період — до розбіжностей між країнами альянсу додалися проблеми з Росією, але і в цій ситуації він примудрився досягти хоч би формального консенсусу в рамках альянсу. Спостерігачі тоді відзначали гнучкість і дипломатичний талант Солани. Повноваження Генерального секретаря закінчилися 10 жовтня 1999 року Після чого, починаючи з 18 жовтня, Солана вступив на посаду головного представника Європейського союзу із зовнішньої політики та безпеки. Ця посада вперше установлена ЄС в 1999 році, щоб ефективно координувати діяльність союзу в області міжнародних відносин.

## Нагороди
19 серпня 2006 року нагороджений орденом князя Ярослава Мудрого III ступеня.

## Особисте життя
Одружений і має двох дітей — сина і дочку.